# Sethos
Sethos és el nom del faraó egipci esmentat en relació al rei Ezequies de Judà. Ha estat identificat probablement amb Shebitku, però també podria haver estat Taharqa.
El 701 aC Sennàquerib d'Assíria va envair Fenícia i Palestina on els partidaris de la revolta antiassíria havien aconseguit controlar diverses corts, entre les quals la d'Ezequies de Judà, tot i els consells moderats del conseller Isaïes. Sennàquerib va derrotar primer Sidó (cosa que va suposar la retirada de molts estats que havien de participar en la revolta) i després Ascaló. El contingent egipci que havia estat enviat en auxili de la revolta fou derrotat i Ekron es va rendir. Quan els revoltats d'Ezequies va conèixer la derrota dels egipcis no va fer cap moviment per rendir-se. Els victoriosos assiris van entrar al regne i una per una les seves ciutats i fortaleses van ser ocupades fins a un total de 46. Abans que el rei assiri continués la campanya, Ezequies va decidir demanar la pau i obtenir el millor acord possible i va haver de pagar un fort tribut, però Sennàquerib encara va demanar més: Jerusalem s'havia de rendir i una guarnició s'establiria a la ciutat. Però llavors van arribar notícies que el rei etíop d'Egipte anava en ajut de Judà. El faraó el 701 aC era Shebitku però el nom que es coneix pel relat d'Heròdot és Sethos, que podria ser aquest Shebitku; una teoria identifica Sethos amb el faraó Tirhaka (Taharqa) que era el seu germà i que no va iniciar el seu regnat fins al 690 aC, (i del qual Sethos podria ser el seu títol memfita com a gran sacerdot de Ptah), qui hauria estat l'encarregat de dirigir l'expedició. Una altra teoria és que aquest fet s'hagués produït no el 701 aC sinó en una segona campanya vers el 690 aC quan Sennàquerib va dur a terme l'expedició a Aràbia, versió que ofereix Winckler i accepten Benzinger a Die Bucher der Konige, pàg. 177, Guthe a Geschichte des Volkes Israel, pàg. 204, i Hommel a Dictionary of the Bible, pàg. 188, però que rebutgen Kittei a Die Bucher der Konige, pàg. 291, Maspero a The Passing of the Empires, pàg. 298, McCurdy a History, Prophecy, and the Monuments, pàg. 800, i Meinhold a Die Jesajaerzählungen i a Jesaja und seine Zeit. Mentre es comminava Jerusalem a rendir-se, Sennàquerib avançava cap al sud per enfrontar-se amb l'exèrcit egipci; segurament va arribar fins a Pelúsion (Peromi) on la pesta es va declarar entre els assiris Sennàquerib va haver d'abandonar la campanya i retornar a Assíria on només va arribar una petita part de l'exèrcit. Això fou considerat pels hebreus una intervenció divina ("l'àngel de Iavè va baixar aquella nit i va exterminar 185.000 soldats assiris") i pels egipcis una victòria sobre els assiris i el record de la catàstrofe es va mantenir i era viu encara quan Heròdot va escoltar el relat del seu guia al temple de Ptah a Memfis.

Al relat d'Heròdot, l'historiador grec del segle v aC, a Històries, 2:141, diu: 
| « | (...) quan Sennàquerib, rei dels àrabs i dels assiris, va entrar amb el seu immens exèrcit a Egipte, tots els guerrers, individual i conjuntament, van refusar ajudar el faraó Sethos (Shebitku?). Ell, afligit, va entrar al santuari (de Ptah) a pregar i davant la imatge del déu va preguntar el destí que li esperava; mentre plorava es va quedar dormit i va tenir un somni: el deu anava al seu costat i li manava que anés sense temor a enfrontar al invasor que no li passaria res, doncs el mateix déu enviava als que havien d'ajudar-lo. Sethos, confiat en el somni, es va reunir amb el grup d'egipcis que estaven disposats a acompanyar-lo, cap dels quals era guerrer sinó comerciants, artesans i gent del mercat amb els quals va marxar a Peromi on va establir el seu campament. Els dos exèrcits estaven un enfront de l'altra i quan va arribar la nit una plaga de rates va devorar les cordes dels arcs dels enemics i les corretges amb les que aguantaven els escuts i protectors; l'endemà va començar la lluita i els soldats del gran exèrcit enemic (assiri) van caure doncs no tenien armes per defensar-se. Des d'aquest dia i fins avui (vers el 450 aC) es va posar al temple de Vulcà una estàtua de pedra del faraó Sethos amb un ratolí a la seva ma i una inscripció que diu: Observa'm i aprèn a reverenciar els déus. | » |

## Nota
1. ↑  Heròdot i Hieronymus de manera independent fan referència a aquesta pesta